# Opel Bahnrennmaschine

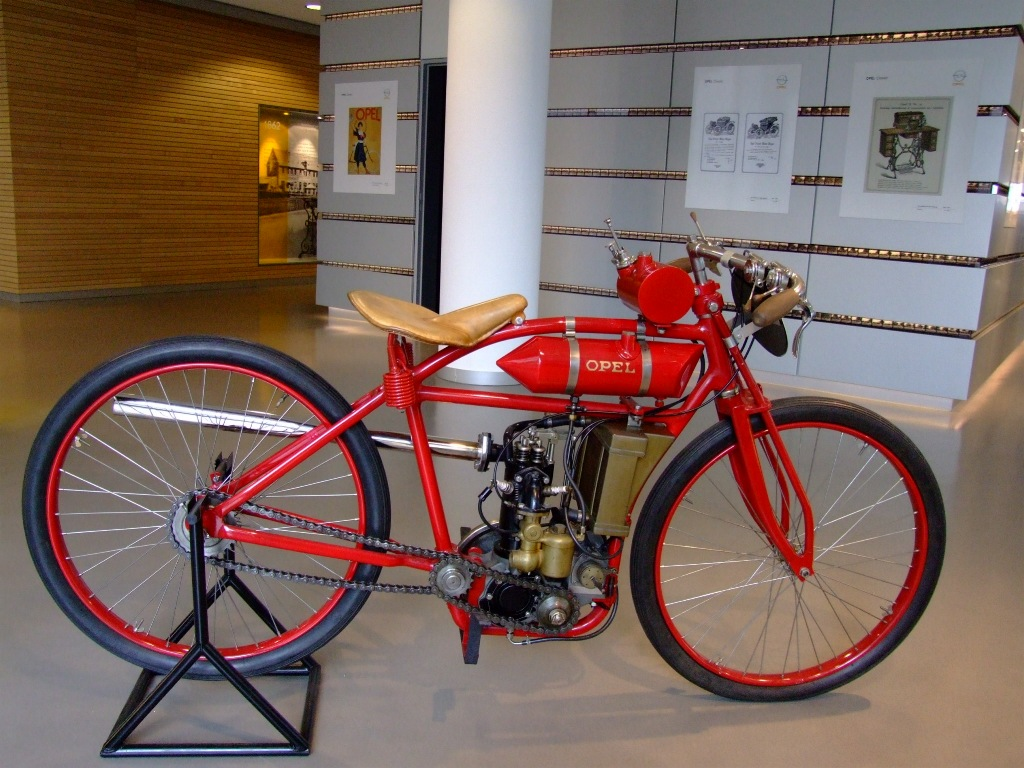
Opel Bahnrennmaschine (1922)

Die Opel Bahnrennmaschine (1922) wurde nur für Zementbahnrennen konstruiert und war mit Wasserkühlung, Vierventiltechnik und Magnesium-Kolben eine für die damalige Zeit hochmoderne Konstruktion. Das Fahrwerk bestand aus einem ungefederten Einrohrrahmen, der an der Vordergabel verstärkt war, und rollte auf 28-Zoll-Rädern. Der Hubraum des Motors betrug 198 cm³ und die Leistung wurde mit 5 PS bei 4400/min angegeben. Fritz von Opel nahm mit dem Rennmotorrad, das keine Bremsen hatte, am 24. September 1922 an der bayerischen Meisterschaft teil und belegte mit der nur 70 kg schweren Maschine in der Klasse bis 250 cm³ den ersten Platz.